# Стекольников, Юрий Васильевич
Ю́рий Васи́льевич Стекольников (род. 27 ноября 1946) — советский футболист, нападающий.
С 1965 года — в составе «Нефтяника» Баку, в 1966—1972 годах в высшей лиге сыграл 139 матчей, забил 14 голов. В 1973 году за «Нефтчи» в первой лиге в 30 матчах забил 6 мячей. В 1976—1977 годах был в составе клуба второй лиги «Амударья» Нукус.